# Melrose
Melrose este un oraș din Scoția.

## Monumente
- Mănăstirea Melrose, întemeiată în 1136 și distrusă de artileria lui Oliver Cromwell în Războiul Civil Englez (1642-1651).